# Fotini Velesiotou
Fotini Velesiotou (griechisch Φωτεινή Βελεσιώτου; * 4. Oktober 1958 in Karditsa) ist eine griechische Sängerin, deren Repertoire vorwiegend aus Liedern des Rembetiko besteht.

## Leben
Fotini Velesiotou wuchs in Karditsa mit drei Geschwistern auf. Durch ihren Vater hörte sie viel byzantinische und klassische Musik. Sie sang auch in einem Chor. Mit 18 Jahren, als sie zum Lehramtstudium nach Thessaloniki zog, entdeckte sie die Rembetiko-Lieder für sich. Direkt nach ihrem Studienabschluss begann sie, als Grundschullehrerin nahe Thessaloniki zu arbeiten, heiratete und wurde Mutter zweier Kinder. In dieser Zeit sang sie nur für ihre Schulklassen und für Freunde. Sie selbst beschrieb ihre Arbeit mit den Grundschulkindern als sehr erfüllend.

## Karriere
Erst nachdem sie in Rente gegangen war, beschäftigte sie sich beruflich mit der Musik, trat auf einer kleinen Livebühne in Thessaloniki auf und brachte 2004 ihre erste Schallplatte heraus. 2008 nahm sie mit Giorgos Kazantsis das Lied Die Bienen (Οι Μέλισσες) für dessen Album auf, das später Titelsong einer beliebten griechischen Fernsehserie wurde und auch dadurch große Verbreitung fand.
2011 zog Fotini Velesiotou nach Athen, wo sie wieder regelmäßig auf der Bühne stand. Sie arbeitete mit vielen bekannten Musikern zusammen, unter anderem mit Giorgos Dalaras, Eleonora Zouganeli, Arleta, Melina Kana, aber auch mit Haig Yazdjian und Omar Farouk Tekbilek. Ihre Musik führte sie auch zu Konzerten nach Deutschland und Island.
Ihre Altstimme wurde bei einem Auftritt für den Radiokanal Melodia.gr als „sehr besonders“ beschrieben (απο τις πιο ιδιαιτερες φωνες). Sie habe eine „echte Rembetiko-Stimme mit charakteristischem Timbre“ («γνήσια ρεμπέτικη φωνή με χαρακτηριστικό ηχόχρωμα» [«gnosia rembetiki foni me charaktiristiko ichochroma»]), wurde ihr von Christos Ilioupoulos während eines Interviews bescheinigt. Häufig wird sie deshalb mit der griechischen Sängerin Sotiria Bellou verglichen.

## Diskografie

### Alben (Auswahl)
- 2004: Γυναίκες (Gynekes, „Frauen“)
- 2009: Τα Παιδιά της Άλλης Όχθης (Ta Pedia tis Allis Ochthis, „Die Kinder des anderen Ufers“)
- 2011: Φυλάξου (Fylaxou, „Sieh dich vor“)
- 2014: Είδα Του Τρελού Τα Κλάματα (Ida Tou Trelou Ta Klamata, „Ich sah das Weinen des Verrückten“)
- 2016: Τα Διαλεγμένα (Ta Dialegmene, „Die Auserwählten“)
- 2016: Η Παράσταση Αρχίζει (I Parastasi Archizi, „Die Vorstellung beginnt“)
- 2019: Ένας Κύκλος Είναι Όλα (Enas Kyklos Ine Ola, „Alles ist ein Kreis“)
- 2022: Άδεια Ρούχα (Adia Roucha, „Leere Kleidung“)
- 2025: Τα Ρεμπέτικα Της Φωτεινής (Ta Rembetika Tis Fotinis, „Rembetika von Fotini“)

### Singles (Auswahl)
- 2008: Melisses (mit Yorgos Kazantzis)
- 2013: Diodia (mit Stavros Siolas & Polys Kyriacou)